# Artena angulata
Artena angulata là một loài bướm đêm trong họ Erebidae.